# Кхер, Кирон
Киро́н Кхер (также Кира́н или Кирро́н, хинди किरण खेर, англ. Kiron (Kirron) Kher; род. 14 июня 1955, Чандигарх, Индия) — индийская актриса

 театра, кино и телевидения. Член Лок сабхи с мая 2014 года

## Биография
Кирон Кхер родилась и выросла в городе Чандигархе, в индийском штате Пенджаб, где окончила начальную школу и колледж. Члены семьи занимались спортом и искусством. Её мама Дилджит Каур принимала активное участие в спортивных состязаниях, а также играла на театральной сцене. В школе Кирон и её сестра Канвал Тхакур Сингх, были заядлыми игроками в бадминтон. Их брат Амандип Сингх, умерший в 2003 году, был художником.
Кирон Кхер дебютировала в кино в 1983 году, снявшись пенджабском фильме «Aasra Pyar Da», и получила восторженные отзывы критиков за свою роль. Вскоре она взяла перерыв от кино в связи с разводом и воспитанием сына. Между тем она продолжала работать художником по костюмам для фильмов своего будущего второго мужа — актёра Анупама Кхера, а также снялась вместе с ним в фильме «Пестонжи» в 1988 году.
Её возвращение к актёрской деятельности произошло в театре в спектакле режиссёра Фероза Аббаса Хана по пьесе «Saalgirah» драматурга Джаведа Сиддики. Затем актриса приняла участие в трёх телевизионных шоу: «Purushkshetra» на телеканале «Zee TV», «Кирон Кхер сегодня» и «Jagte Raho с Кирон Кхер».
В 1996 году актриса вернулась к кинокарьере и снялась у режиссёра «параллельного кино» (серьёзный реалистический кинематограф, артхаус) Шьяма Бенегала в кинофильме «Сардари Бегум» на языке урду, за роль в котором была удостоена Специального приза жюри Национальной кинопремии в 1997 году. В том же году фильм был показан на XX Московском кинофестивале в России и номинирован на главный приз «Золотой Георгий».
В 2000 году вышел бенгальский кинофильм кинорежиссёра Ритупарно Гхоша «Леди дома» (1999), продюсером которого выступил Анупам Кхер, а Кирон Кхер исполнила главную роль, получив одобрение критиков и Национальную кинопремию за лучшую женскую роль.
В 2002 году Кирон Кхер снялась у режиссёра Санджая Лилы Бхансали в фильме «Девдас» вместе с Шахрукхом Кханом, Айшварией Рай-Баччан, Мадхури Дикшит и была номинирована на Filmfare Award за лучшую женскую роль второго плана.
В 2003 году Кирон Кхер снялась в индо-пакистанском фильме на пенджабском языке «Тихие воды», который показывает бедственное положение женщины, похищенной во время раздела Индии: её героиня не только отказалась совершить самоубийство по требованию семьи, но вышла замуж за своего похитителя, а после его смерти обучала Корану местных детей. В фильме показываются изменения характера героини, когда её сын занимается исламским экстремизмом во время правления Зия-уль-Хака и процесса исламизации Пакистана. На кинофестивале в Локарно в Швейцарии фильм был награждён призом «Золотой леопард», а Кирон Кхер была удостоена приза «Бронзовый леопард» за лучшую женскую роль, а также призов на международных кинофестивалях в Карачи в Пакистане, в Кейптауне в Южной Африке, в Аргентине, а в 2004 году — награды на Фестивале индийского кино в Лос-Анджелесе.
Несмотря на то, что в Болливуде Кирон Кхер в основном играет роли второго плана, критика высоко оценила её роли в таких успешных фильмах, как «Я рядом с тобой!» (2004), «Ты и я» (2004), «Вир и Зара» (2004), «Восстание» («Мангал Пандей») (2005), «Слепая любовь» (2006), «Никогда не говори „Прощай“» (2006), «Ом Шанти Ом» (2007), Saas Bahu Aur Sensex (2008), «Король Сингх» (2008), а за роли в фильмах «Цвет шафрана» (2006) и «Близкие друзья» (2008) актриса была номинирована на Filmfare Award за лучшую женскую роль второго плана.
Кроме этого, Кирон Кхер снималась в американских («Скорая помощь» (2004)) и индийских («Prratima» (2004), «India’s Got Talent» (2009—2014)) телесериалах. В настоящее время Кирон Кхер продолжает сниматься в кино.

### Личная жизнь

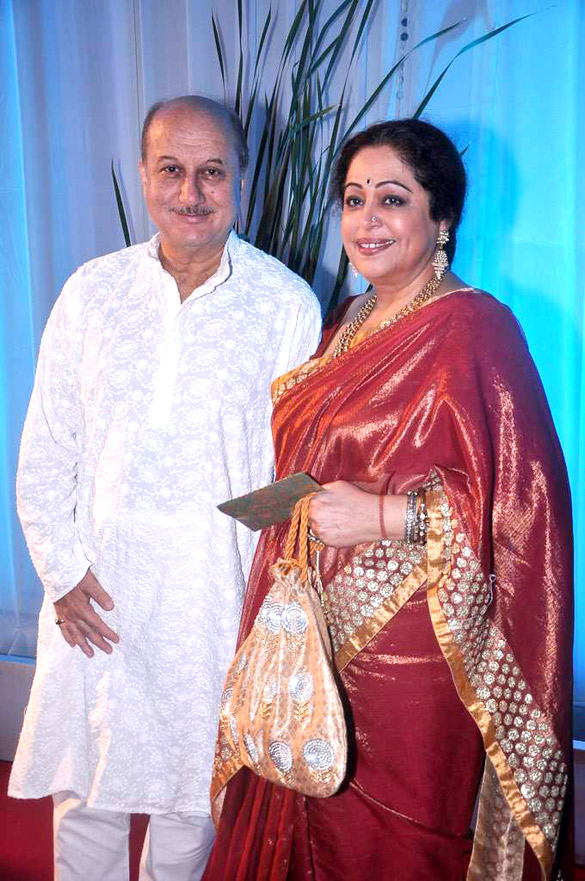
Анупам и Кирон Кхер в июле 2012

Первым мужем Кирон был актёр и бизнесмен Гаутам Берри. В 1981 году у пары родился сын Сикандер Кхер, тоже ставший актёром Болливуда. В 1985 году Кирон развелась с первым мужем и второй раз вышла замуж — за актёра Анупама Кхера. Они познакомились ещё в 1974 году, но затем Анупам Кхер уехал в Дели и работал в Национальной школе драматического искусства, в то время как Кирон поехала работать в театре в Бомбее, где и вышла замуж за Гаутама Берри. Впоследствии Кирон и Анупам Кхер снова встретились во время совместной работы в театре и поженились в 1985 году.
В 2003 году актриса изменила своё имя с «Кирон» на «Киррон» в связи с верой в нумерологию.
Кирон Кхер очень любит и коллекционирует традиционную национальную одежду и ювелирные украшения. В большинстве фильмов актриса снимается в своих собственных сари и украшениях.

### Карьера политика
Кирон Кхер стала сторонником Нарендры Моди задолго до его избрания премьер-министром. В 2009 году Кирон Кхер официально стала членом Индийской народной партии. Партия выдвинула её как кандидата в Лок сабху от Чандигарха на выборах в мае 2014, которые Кирон выиграла, набрав 191 362 голосов.

## Фильмография
- в основном снимается в фильмах на хинди

| Год  |   | Русское название                    | Оригинальное название                          | Роль                          |
| ---- | - | ----------------------------------- | ---------------------------------------------- | ----------------------------- |
| 1983 | ф |                                     | Aasra Pyaar Da (пандж.)                        | Шила                          |
| 1988 | ф | Пестонжи                            | Pestonjee                                      | Суна Мистри                   |
| 1995 | ф | Каран и Арджун                      | Karan Arjun                                    | жена тхакура Дхурджана Сингха |
| 1996 | ф | Сардари Бегум                       | Sardari Begum                                  | Сардари Бегум                 |
| 1997 | ф |                                     | Darmiyaan: In Between (хинди) (ассам.)         | Зинат Бегум                   |
| 2000 | ф | Леди Дома                           | Bariwali (бенг.)                               | Баналата                      |
| 2001 | ф | Отцовская любовь                    | Ehsaas: The Feeling                            | мать Рави                     |
| 2002 | ф | Девдас                              | Devdas                                         | Сумитра Чакраворти, мать Паро |
| 2002 | ф | Бремя правды                        | Karz: The Burden of Truth                      | Савитри Деви                  |
| 2003 | ф | Тихие воды                          | Khamosh Pani: Silent Waters (пандж.)           | Виро / Айеша Хан              |
| 2004 | ф | Я рядом с тобой!                    | Main Hoon Na                                   | Мадху Шарма                   |
| 2004 | ф | Ты и я                              | Hum Tum                                        | Парминдер «Бобби» Пракаш      |
| 2004 | ф | Вир и Зара                          | Veer-Zaara                                     | Марьям Хаят Хан, мать Зары    |
| 2005 | ф | Восстание: Баллада о Мангале Пандее | The Rising: Ballad of Mangal Pandey            | Лол Биби                      |
| 2005 | ф |                                     | It Could Be You (англ.)                        | миссис Дхиллон                |
| 2006 | ф | Цвет шафрана                        | Rang De Basanti                                | Митро                         |
| 2006 | ф | Слепая любовь                       | Fanaa                                          | Нафиса                        |
| 2006 | ф | Никогда не говори «Прощай»          | Kabhi Alvida Naa Kehna                         | мать Дэва                     |
| 2006 | ф | Я вижу тебя                         | I See You                                      | миссис Датт                   |
| 2007 | ф | Молодожёны                          | Just Married: Marriage Was Only the Beginning! | Шобха Чатурведи               |
| 2007 | ф | Родные люди                         | Apne                                           | Раави Чоудхари                |
| 2007 | ф |                                     | Mummyji                                        | мать                          |
| 2007 | ф | Ом Шанти Ом                         | Om Shanti Om                                   | Бела Макхиджа                 |
| 2008 | ф | Король Сингх                        | Singh Is Kinng                                 | мать Сони                     |
| 2008 | ф |                                     | Saas Bahu Aur Sensex                           | Бинита Сен                    |
| 2008 | ф | Близкие друзья                      | Dostana                                        | Рани Капур                    |
| 2009 | ф | Невероятная любовь                  | Kambakkht Ishq                                 | Долли                         |
| 2009 | ф | Жертва                              | Kurbaan                                        | Насрин                        |
| 2010 | ф | Александр Великий                   | Alexander the Great (малаял.)                  |                               |
| 2010 | ф | От судьбы не уйдёшь                 | Milenge Milenge                                | гадалка с картами таро        |
| 2010 | ф | Переиграть судьбу                   | Action Replayy                                 | Бхоли Деви                    |
| 2011 | ф |                                     | Mummy Punjabi: Superman Ki Bhi Maa!            | Бэби Арора                    |
| 2012 | ф | Странная и удивительная любовь      | Ajab Gazabb Love                               | Рашми Гревал                  |
| 2014 | ф | Полный хаос                         | Total Siyapaa                                  | мать Аши                      |
| 2014 | ф | Красотка                            | Khoobsurat                                     | Манджу Чакраварти             |
| 2014 | ф |                                     | Punjab 1984 (пандж.)                           | Сатвант Каур                  |

### Телевидение
Телесериалы
- 1988 — Isi Bahane (Индия)
- 1999 — Gubbare (Индия)
- 2004 — Prratima (Индия)
- 2004 — Скорая помощь (США) / ER — миссис Расготра
- 2009—2014 — India’s Got Talent (Индия) — судья

Телевизионные шоу
- Purushkshetra
- Кирон Кхер сегодня
- Jagte Raho с Кирон Кхер

## Награды и номинации
- 1997 — Специальный приз жюри Национальной кинопремии — «Сардари Бегум»[англ.][5]
- 2000 — Национальная кинопремия за лучшую женскую роль — «Леди дома»[англ.][6]
- 2003 — IIFA Award for Best Supporting Actress[англ.] — «Девдас»
- 2003 — номинация на Filmfare Award за лучшую женскую роль второго плана — «Девдас»
- 2003 — «Бронзовый леопард» за лучшую женскую роль на кинофестивале в Локарно (Швейцария) — «Тихие воды»
- 2003 — приз за лучшую женскую роль на международном кинофестивале в Карачи (Пакистан) — «Тихие воды»
- 2004 — награда Фестиваля индийского кино в Лос-Анджелесе[англ.] (IFFLA)
- 2006 — Star Award за лучшую роль второго плана — «Цвет шафрана»
- 2006 — номинация на Filmfare Award за лучшую женскую роль второго плана — «Цвет шафрана»
- 2009 — номинация на Filmfare Award за лучшую женскую роль второго плана — «Близкие друзья»
- 2010 — Премия Apsara за лучшую женскую роль второго плана — «Жертва»
- 2011 — Colors Golden Petal Award
- 2012 — Colors Golden Petal Award